# Lipotriches exagens
Lipotriches exagens is een vliesvleugelig insect uit de familie Halictidae. De wetenschappelijke naam van de soort is voor het eerst geldig gepubliceerd in 1860 door Walker.